# Коник, Марк Александрович
Марк Александрович Коник (род. 4 сентября 1938, Ташкент) — советский и российский дизайнер, художник, сценограф, теоретик искусства.

## Биография
Сын художника Александра Коника, заслуженного деятеля искусств Узбекской ССР.
Окончил отделение живописи Ташкентского театрально-художественного института (1962). Член Союза художников СССР (1963). В 1964—1991 руководил мастерской средового дизайна в Центральной учебно-экспериментальной студии Союза художников СССР (так называемая Сенежская студия); разработал оригинальные авторские курсы «Основы композиции» и «Основы колористики». Обобщил опыт своей работы в ряде публикаций в отечественной (журнал «Декоративное искусство СССР») и зарубежной периодике, а также в книге «Архив одной мастерской (Сенежская студия)» (М., 2003, с дополнительными статьями О. Генисаретского, В. Глазычева, К. Кантора и других известных специалистов).
Выступал также как художник кино в фильмах Георгия Юнгвальд-Хилькевича «Формула радуги» (1966), «Туфли с золотыми пряжками» (1976), «Двое под одним зонтом» (1983), «Сезон чудес» (1985); в одном из интервью Хилькевича содержится упоминание о сильнейшем впечатлении, которое художественно-педагогическая работа Коника произвела на Владимира Высоцкого.
Умер 6 декабря 2012 года.

## Творчество
Работал как художник-живописец, создал более 250 живописных произведений. На живопись Коника большое влияние оказало творчество П. Клее и К. Малевича. Работы находятся в частных коллекциях России и за рубежом. 
В марте-апреле 2022 года выставочное объединение ВСЕКОХУДОЖНИК организовало большую ретроспективную выставку живописи «Код Коника» (Гостиный двор, галерея ВСЕКОХУДОЖНИК).
Представлено свыше двухсот работ автора. 
«Код Коника» – это тайна, глубоко запрятанная в образных решениях художественных проектов и живописных работ мастера. Произведения Марка Коника, окутаны таинственностью, привлекают любителей непостижимых загадок, пытающихся разгадать заложенные в них смыслы. Коника можно с полным правом назвать представителем «неофициального искусства» последней трети XX столетия, мирно сосуществовавшего в СССР с искусством, признанным государством. Представители этого направления обычно выполняли одобренные руководством художественные программы, занимая официальные должности в разных институциях: издательствах, союзах художников и тому подобное. И много работали «в стол», «для себя». Такова творческая судьба живописца Коника.